# 230 T Nord 3.701 à 3.715

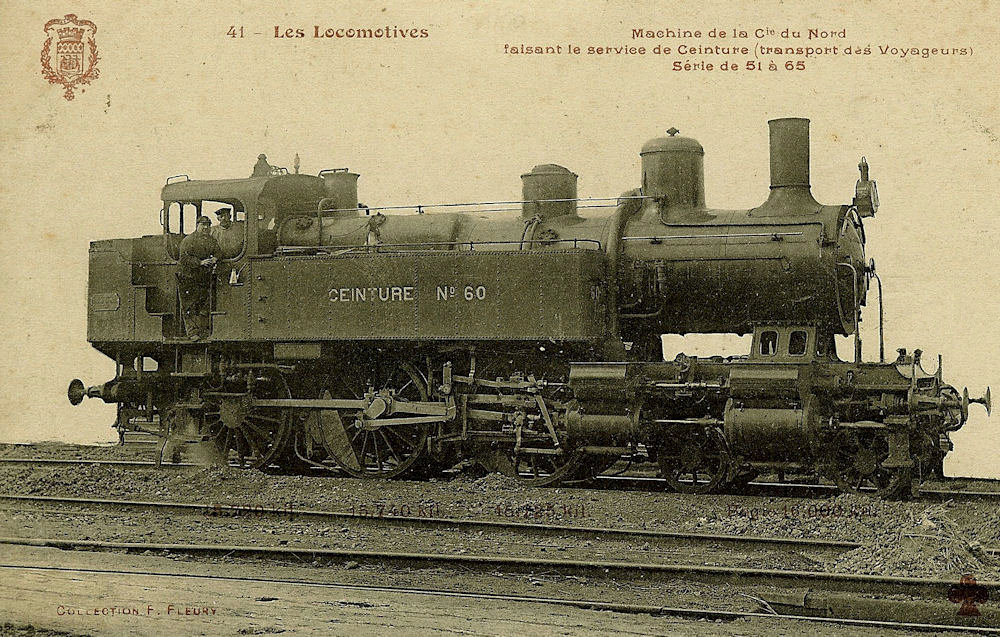

Les 230 T Nord 3.701 à 3.715 sont des locomotives-tender issues de la série 50 à 65 des Chemins de fer de ceinture, construites en 1902. Elles deviendront en 1938 à la SNCF 230 TA 1 à 6. La locomotive no 52 sera transformée en 231 T (Nord 3.702) par ajout d'un essieu arrière.

## Histoire

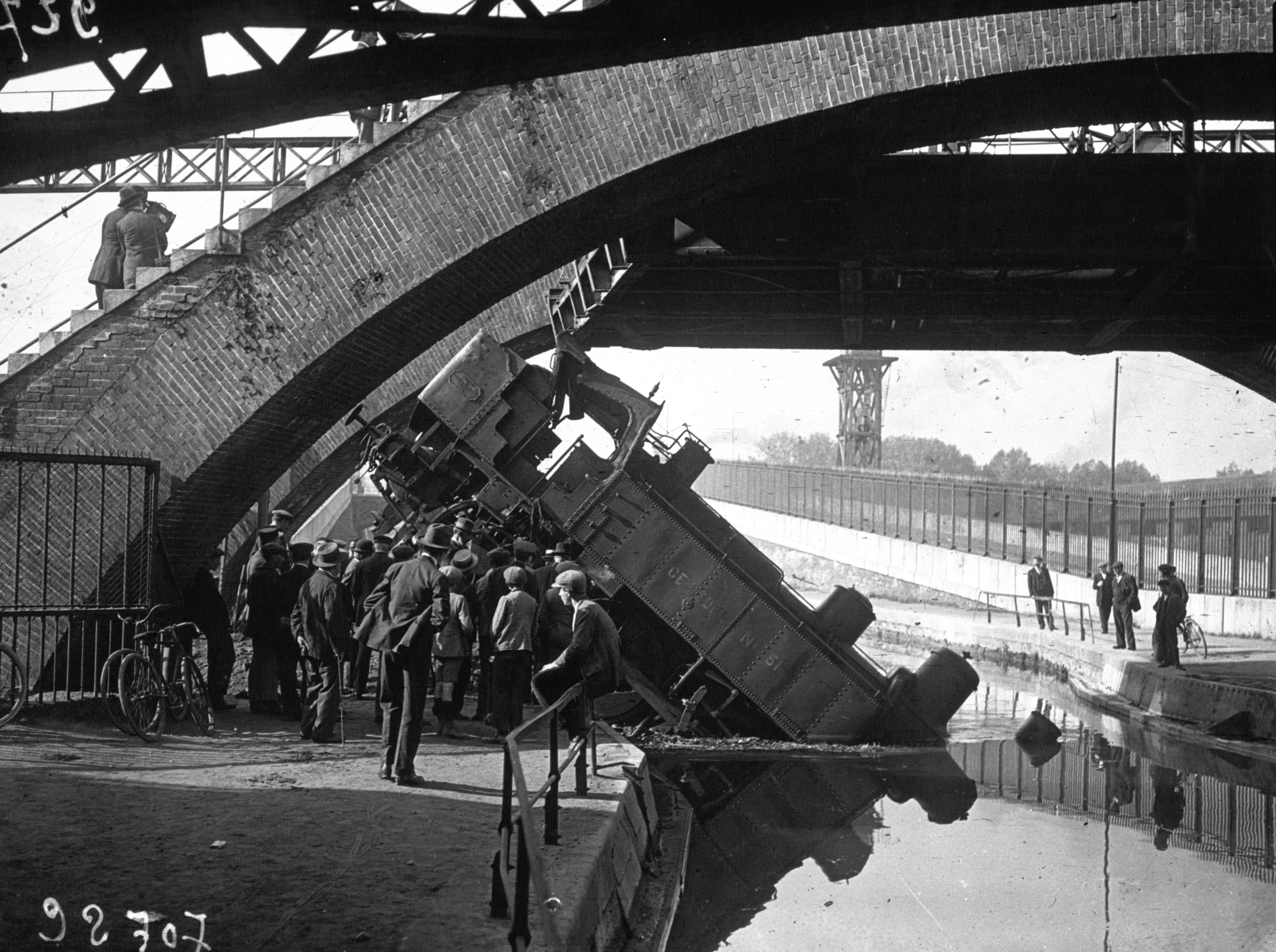
La locomotive Ceinture no 51, tombée dans le canal de l'Ourcq en 1921.

L'ingénieur de la Compagnie des chemins de fer du Nord Gaston du Bousquet conçoit pour le chemin de fer de la petite ceinture une série de 15 locomotives-tender réversibles capables de démarrer rapidement un train en raison des arrêts fréquents. La première série de machines est construite aux ateliers d'Hellemmes suivie d'une série aux ateliers de la Chapelle. Elles sont mises en service le 1er avril 1903.

## Description

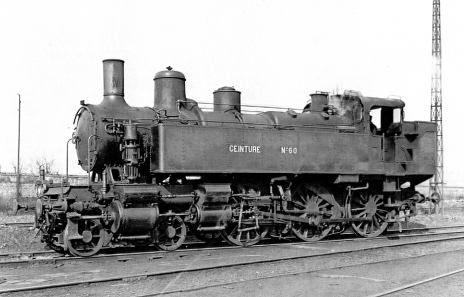
La locomotive n°60;

Le chassis est composé de longerons en acier moulé maintenus ensembles par des entretoises, plusieurs pièces du moteur étant directement moulées sur la structure. Les tabliers latéraux ont été complètement supprimés, on circule donc autour de la chaudière en marchant sur les enveloppes des boites à vapeur, recouvertes de tôle pour l'occasion.
La chaudière est munie d'un foyer Belpaire et équipée de 90 tubes de type Serve. Elle alimente un moteur de type compound, doté de 4 cylindres HP (haute pression) et BP (basse pression) disposés en tandem de chaque côté de la machine, (l'un derrière l'autre). Les cylindres HP sont situés sous le dôme et alimentés directement par une colonne de vapeur. La locomotive ne dispose donc pas de surchauffe et est donc dite "à vapeur saturée". Les cylindres BP sont situés en avant, la distribution est standard de type Walschaerts.
Au démarrage, les 4 cylindres  sont automatiquement alimentés en simple expansion par l'intermédiaire d'une commande à air comprimé activée par l'ouverture complète du régulateur. Cette commande ouvre dans le même temps un échappement direct pour les cylindres HP, ce qui permet aux cylindres HP et BP de fonctionner de façon totalement séparée. Cette marche toutefois ne peut pas être maintenue indéfiniment, se limitant à 10-15 secondes, la pression de la chaudière ne pouvant être maintenue stable avec les demandes en vapeur de 4 cylindres.
De la même façon au démarrage, l'ouverture du régulateur active automatiquement le sifflet de la machine.
La cabine est de taille modeste, mais de multiples ouvertures sur ses faces avant et arrière permettent à l'équipe de conduite de manœuvrer convenablement avec les outils à feu.
Les locomotives de la série sont équipées de frein à air automatique Westinghouse, toutes les roues de la machine elle-même étant freinées.
La chaudière est alimentée par deux injecteurs Friedmann-Lavezzari placés à droite de la cabine, le mécanicien étant à gauche.
Avec leur consommation moyenne de charbon par kilomètre s'élevant à 13kg environ, les nouvelles locomotives ne consomment pas plus que les anciennes sur un service pourtant accéléré, et consomment environ 1.2kg/h de charbon en moins que d'autres locomotives sur le même service (Locomotives 2281-2290 grande banlieue)

## Caractéristiques
Pression de la chaudière : 16 kg Capacité en eau totale de la chaudière: 5,856 m3,
Capacité en eau avec 10 cm au-dessus du ciel de foyer : 3,625 m3
Surface de grille : 2,35 m2
Surface de chauffe : 139,80 m2
Tubes à fumée: 90, de type Serve
Dimensions des tubes: 3,5 m de long, 70 mm de diamètre
Diamètre extérieur moyen du corps cylindrique: 1,316 m
Diamètre et course des cylindres Haute pression (HP) : 330 × 600 mm
Diamètre et course des cylindres Basse pression (BP) : 540 × 600 mm
Diamètre des roues motrices : 1600 mm
Diamètre des roues du bogie :  850 mm
Masse à vide : 51,560 t
Masse de charbon dans les soutes : 3t Masse d'eau dans les caisses: 5 t
Masse en ordre de marche : 63,185 t
Masse adhérente : 47,185t
Longueur totale : 11,445 m
Largeur totale: 2,810m
Effort maximum théorique de traction:
-En mode compound: 10,205t
-En mode démarrage (simple expansion): 13,095t
Vitesse maxi en service : 80 km/h